# Sveriges Frivilligcentraler
Sveriges Frivilligcentraler (tidigare Riksförbundet Sveriges Frivilligcentraler) är en partipolitisk och religiöst obunden intresseorganisation och riksförbund för frivilligcentraler i Sverige. Förbundet var ett nätverk som bildades 1995 och blev riksförbund 2012. Idén med frivilligcentraler kallade "Volunteer Centers" (andra benämningar förekommer också) kommer från USA. Den första frivilligcentralen HandsOn Twin cities bildades i Minneapolis i Minnesota år 1919. Den första frivilligcentralen i Sverige som etablerades 1993 genom statligt stöd var Haga Frivilligcentral i Örebro. Statliga bidrag till nya frivilligcentraler ingick i regeringens stöd till ideell verksamhet under perioden 1993 till 1996. En kartläggning av Socialstyrelsen 2007 visade att det fanns 69 frivilligcentraler i Sverige.
Stiftelsen Centrum för samhällsarbete och mobiliserings definition av en frivilligcentral: Ett informationskontor för frivilliga uppgifter, en kontaktpunkt för människor som önskar göra frivilliga insatser (till enskilda eller till organisationer) och de som har behov av att få t.ex. hjälp av frivilliga, en verksamhet som har till uppgift att synliggöra det frivilliga arbetet i närområdet och visa hur viktigt det är med frivilliga insatser, en verksamhet som bör underlätta förhållandena så att organisationer, grupper och enskilda kan göra insatser i närmiljön och en verksamhet som ska fungera som ett komplement till den offentliga och privata sektorn.
Sveriges Frivilligcentraler har bland annat varit remissinstans för Arbetsmarknadsdepartementets Mottagandeutredning.
Sveriges Frivilligcentraler har en systerorganisation i Norge som heter Norges Frivilligsentraler. Norge har haft ett statligt stöd för Frivilligcentraler sedan en längre tid. Danmarks riksorganisation för Frivilligcenter heter Frivilligcentre & Selvhjælp Danmark.
Sveriges Frivilligcentraler hade ett samarbete med det sedan 2021 nedlagda Frivilligsamordnarnas förbund. 
Förbundet driver frågan om att införa ett statligt stöd för frivilligcentraler.
Förbundsordförande mellan 2016  och 2022 var Monica Hallgren. Förbundsordförande sedan 2022 är Torbjörn Brandhill.